# HMS Thetis (1782)
Pour les autres navires du même nom, voir HMS Thetis.

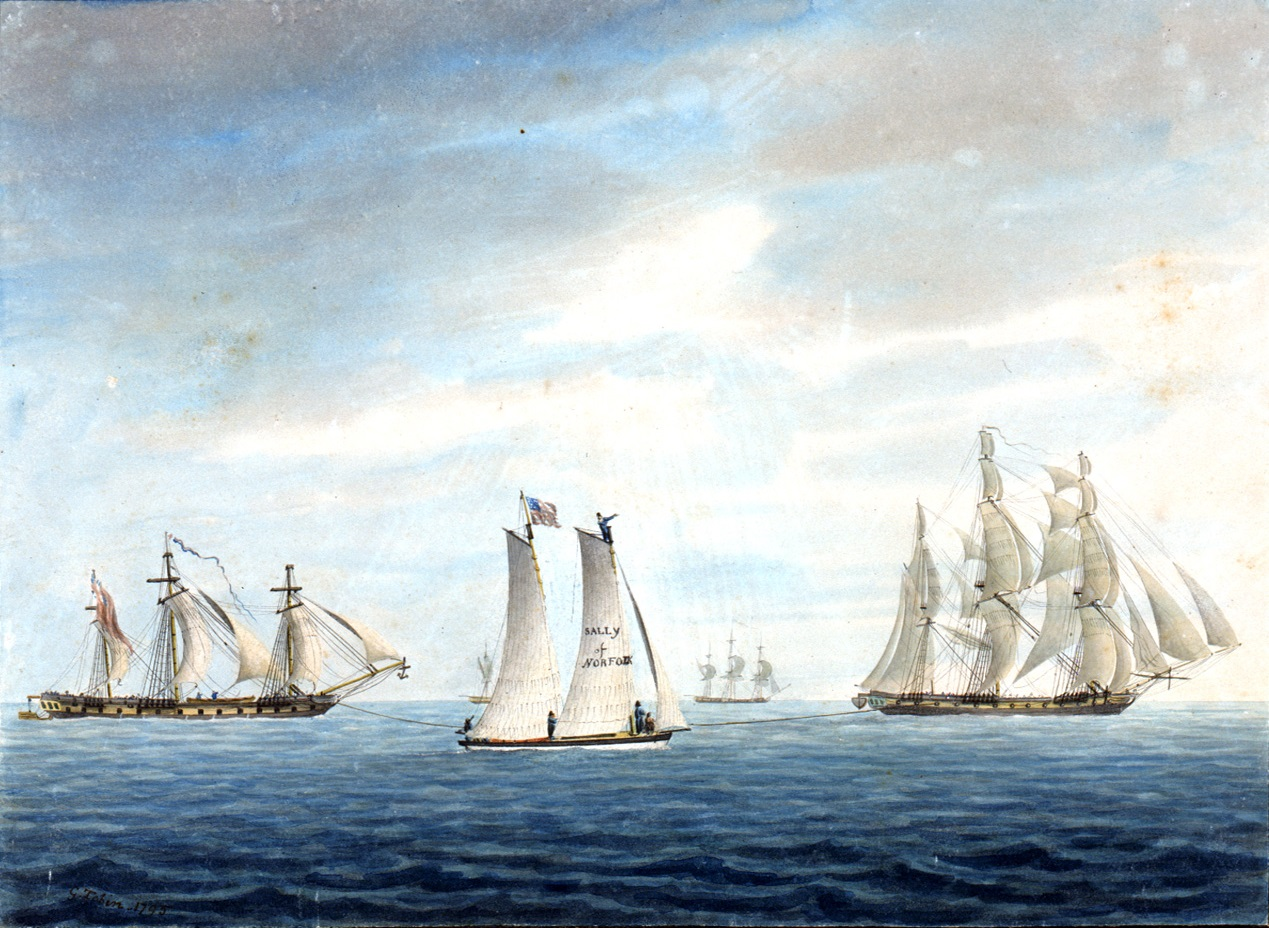
Le HMS Cleopatra remorque le Thetis, peinture de George Tobin, 1795.

La HMS Thetis est une frégate de 5e rang de classe Minerve, armée de 38 canons lancée en 1782, vendue en 1814 et désarmée en 1827.
Elle participe au transport de troupes vers l'Égypte en 1800 dans l'escadre de l'amiral Elphinstone puis à la capture de la Guadeloupe en 1810.